# Zastawna Góra
Zastawna Góra je malá osada v jihovýchodním Polsku, součást obce Wola Zarczycka.
V roce 1786, během josefínské kolonizace, zde byli usazeni němečtí kolonisté reformovaného vyznání z Porýní (11 rodin, 38 osob). Kolonie získala jméno Königsberg (Koenigsberk) a krátce po založení zde byla zřízena dle pravidel tolerančního patentu farnost helvétského vyznání, která spadala pod haličskou superintendenci Evangelické církve v Rakousku. K farnosti patřily i vesnice Giedlarowa a Jelna. V roce 1817 si zde evangelíci postavili modlitebnu. V roce 1812 v osadě žilo 156 obyvatel, v roce 1900 200 obyvatel, z toho 188 německy mluvících a 12 polsky mluvících, 12 římskokatolických, 22 židovských a 166 jiného vyznání (hlavně protestantského). V roce 1921 zde žilo 166 obyvatel vesměs Poláků, z toho 69 katolíků, 68 protestantů a 29 Židů. V roce 1930 byla kolonie Königsberg zrušena a začleněna do obce Wola Zarczycka.
V letech 1886–1897 zde působil český evangelický farář Josef Ladislav Hájek, pozdější farář v Hustopečích a v Miroslavi.